# Michael Haddix
Michael Montgomery Haddix (Walnut, 27 dicembre 1961) è un ex giocatore di football americano statunitense che ha militato nel ruolo di running back nella National Football League (NFL).

## Carriera
Al college Haddix giocò a football a Mississippi State. Fu scelto dai Philadelphia Eagles come ottavo assoluto nel Draft NFL 1983, principalmente a causa della sua velocità di 4,5 secondi sulle 40 yard. Vi giocò con scarso successo fino al 1988, dopo di che passò le ultime due stagioni della carriera con i Green Bay Packers. Haddix detiene il poco invidiabile record della minor media di yard per corsa (3,0) tra i giocatori con almeno 500 possessi nella NFL.